# マイギ
株式会社マイギは、1975年に設立され、京都府舞鶴市に本社を置く設備建設業・通信設備開発業。アプリケーション開発業。

## 概要
株式会社マイギは、2部署・3事業所体制。コラボリンク事業部のコラボリンク・ビジネスフローが主力製品となっている。
また、従来より発電プラントの保修業務を行なっており、その中でネットワーク構築、アプリケーション開発技術を活用した各種自動試験装置の設計製作、試験データのデータ処理の自動化に取り組んできた。
こうした経験を生かし、業務アプリケーションの開発、システム構築、管理などのサービスを提供。
一方で特定分野向けのグループウエア、ワークフロー、CRMなどのアプリケーションを開発している。

## 沿革
- 1975年 - プラントの設計を行う会社として設立。
- 2000年 - IT専門のコラボリンク事業部を設立。
- 2003年 - 主力製品コラボリンク・ビジネスフローを発売。
- 2006年 - 業務拡大を目的に大阪営業所を開設。

## 部署
- エンジニアリング部
- コラボリンク事業部

## 事業所
- 本社
- 大阪営業所
- 大飯作業所